# Hollaback Girl
«Hollaback Girl» es una canción interpretada por la cantante estadounidense Gwen Stefani, incluida en su primer álbum de estudio, Love. Angel. Music. Baby., de 2004. Fue compuesta por Chad Hugo, Stefani y Pharrell Williams, mientras que la producción estuvo a cargo del dúo The Neptunes. Emplea los géneros old school rap y EDM, usado generalmente en la década de 1950; su instrumentación consiste en la guitarra y la caja de ritmos. Fue compuesta como respuesta a las declaraciones de Courtney Love de que Stefani era una «animadora» en una entrevista con la revista Seventeen. La letra alude a una rival anónima a la que Stefani califica como hollaback girl —«chica cualquiera»—. Asimismo, utiliza las clásicas rivalidades de la escuela secundaria y el mundo de las porristas, como una metáfora para referirse a los enfrentamientos entre las cantantes en general. La compañía Interscope Records publicó por primera vez «Hollaback Girl» el 22 de marzo de 2005 como el tercer sencillo de Love. Angel. Music. Baby.
En términos generales, «Hollaback Girl» obtuvo comentarios favorables de los críticos musicales, quienes destacaron como una de las mejores canciones del disco y la calificaron como un éxito hip hop y un triunfo para The Neptunes; sin embargo, otros desestimaron la letra. Recibió dos nominaciones a los premios Grammy de 2006, en las categorías de grabación del año y mejor interpretación femenina vocal de pop. Desde el punto de vista comercial, se mantuvo en la cima de la Billboard Hot 100 por cuatro semanas consecutivas, además de llegar al primer lugar en otros conteos de la revista. Asimismo, fue el primer sencillo en la historia de Estados Unidos en llegar al millón de descargas digitales. En el resto del mundo, llegó a los diez primeros en más de diez países. Bajo la dirección de Paul Hunter, el videoclip se filmó en Van Nuys (California). En él se incluye un Chevrolet Impala modelo 1961 y cuenta con la participación de la banda marcial de la Fountain Valley High School y los coreógrafos de Carson High School. Recibió cuatro nominaciones a los MTV Video Music Awards de 2005, en las categorías de vídeo del año, mejor vídeo femenino, vídeo pop y coreografía, de las cuales ganó esta última.

## Antecedentes y composición

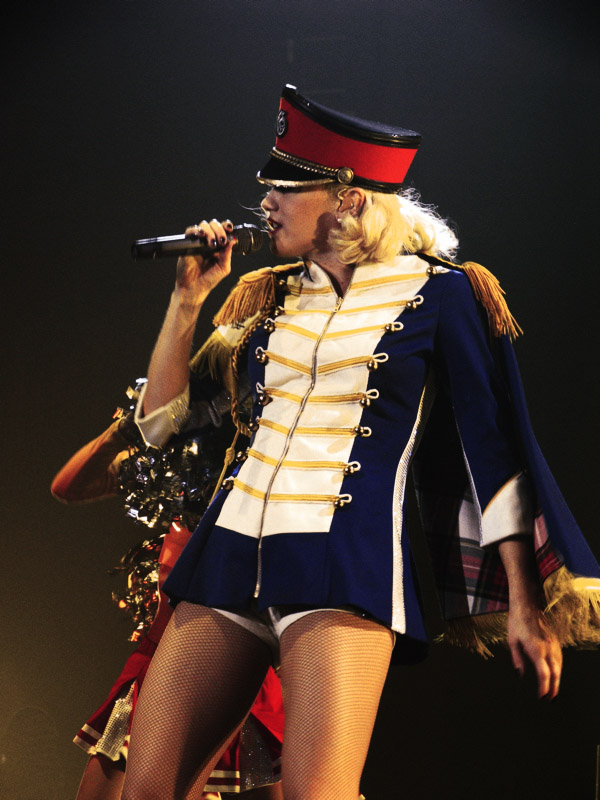
Stefani durante la interpretación de «Hollaback Girl», en la gira Harajuku Lovers Tour.

«Hollaback Girl» fue el resultado del trabajo de la cantante con The Neptunes, un dúo de productores conformado por Pharrell Williams y Chad Hugo, que integraron el amplio grupo de artistas con los que Gwen Stefani trabajó, a instancias de Interscope, para conformar su primer álbum de estudio. Stefani ya había grabado con el dúo mientras perteneció a No Doubt y volvió a reunirse con ellos en Nueva York, cuando comenzó a organizar su disco debut, pero del encuentro no surgió ningún resultado creativo. Un año después, la producción de Love. Angel. Music. Baby. ya había compuesto unas 20 canciones, que parecían suficientes para terminar el álbum. Pese a ello, Stefani decidió volver a trabajar con The Neptunes para la creación de más material, teniendo como visión crear «un disco dance tonto». Para ello, reservó un estudio durante siete días, de los cuales en los primeros dos había compuesto y grabado dos temas, aunque no formaron parte de L.A.M.B..
Al finalizar el segundo día de grabación, la artista decidió dar por concluido el encuentro con The Neptunes, debido a que estaba cansada y además tenía suficiente material para terminar el disco. Sin embargo, Pharrell Williams la convenció de quedarse, para mostrarle la evolución del álbum debut propio, In My Mind. A la artista le agradó cómo estaba trabajando Williams, así que le dijo que quería otra pista para el álbum, una «canción de actitud», que respondiera a los admiradores de No Doubt sobre la decisión que había tomado de separarse de la banda, además de iniciar un nuevo proyecto solista. Al respecto, la cantante comentó: «Los admiradores probablemente estaban pensando algo como, "¿por qué está haciendo esa grabación?", va a arruinarlo todo». En primera instancia, ambos no estuvieron de acuerdo en la inspiración de la letra, pero finalmente decidieron hacerla a partir de un comentario despectivo sobre Stefani, hecho por la cantante de grunge Courtney Love, quien afirmó a la revista Seventenn: «Ser famoso es como estar en la escuela secundaria. Pero no estoy interesada en ser la líder de porristas. No estoy interesada en ser Gwen Stefani. Ella es la líder de porristas y yo estoy en el rincón de los fumadores». Stefani le contestó en la revista NME: «Sé de alguien que alguna vez me llamó, negativamente, líder de animadoras, y yo nunca he sido líder de eso. Así que dije: "Ok, jódete. ¿Quieres que sea una líder de porristas? Bueno, entonces lo seré. Gobernaré el mundo entero, solo mírame"».
Durante la creación de la letra, Stefani señaló que «para mí, es la canción de actitud más fresca que he escuchado en mucho tiempo». Igualmente, Williams quedó satisfecho con la canción y comentó: «Gwen sí es la chica de la High School, pero no la porrista simplona, sino la chica con su propio estilo». Debido a que la cantante nunca divulgó el significado del título de la canción, los periodistas idearon varias interpretaciones; en un análisis letra por letra realizado por el crítico Greg Stacy, de OC Weekly, especuló humorísticamente que «Gwen, al parecer, es la capitana del equipo de animadoras; es la chica que "grita" los cantos, no una de las que simplemente los devuelve». El significado más aceptado comúnmente es que una muchacha cualquiera responde a una confrontación con las palabras, pero que Stefani prefiere tomar la iniciativa y «dar un paso adelante». Sin embargo, el término puede seguir para los trabajadores de construcción estadounidenses de la década de 1940, utilizados para menospreciar a las mujeres que responderían positivamente a sus «abucheos» o gritos.

## Publicación y remezclas
La compañía discográfica Interscope Records publicó por primera vez «Hollaback Girl» el 22 de marzo de 2005, en formato digital. Al día siguiente, se puso a la venta en el Reino Unido bajo el sello Polydor Records, en CD y maxisencillo en CD. Posteriormente, el 6 y 21 de junio fue lanzado en Alemania y los Estados Unidos, y, finalmente, el 5 de septiembre, en España y Australia, también por la compañía Interscope.
Diplo hizo una remezcla de la pista después de que M.I.A. rechazara una oferta para producir una. Por su parte, Tony Kanal, miembro de No Doubt y compañero de Stefani, también realizó una, con el nombre de Dancehollaback Remix; cuenta con la colaboración del cantante de reggae Elan Atias, donde además aparece en el maxisencillo en CD de «Cool», publicado en Australia y Europa, y en la edición de lujo de Love. Angel. Music. Baby. Posteriormente, Stefani solicitó contribuir con coros en el tema «I Wanna Yell» del álbum debut de Atias Together as One (2006), y apareció finalmente en su canción «Allnighter». Por último, Gabe Saporta de Cobra Starship grabó una parodia del tema titulado «Hollaback Boy».

## Estructura musical y letra

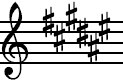
«Hollaback Girl» está compuesta en la tonalidad de re menor

«Hollaback Girl» es una canción moderadamente rápida y está compuesta en un compás de 4/4 y en la tonalidad de re♯ menor; la progresión armónica se alterna entre las tríadas de si mayor y re♯ menor. Emplea géneros de old school rap con EDM moderno, usado generalmente en los años 1950. La canción está en la forma de verso-estribillo, con un puente antes del cuarto y último estribillo. Por otro lado, cuenta con escasa instrumentación, principalmente un beat mínimo, producido por la caja de ritmos. Una guitarra toca el riff de la canción, un patrón de seis notas, cuando la cantante pronuncia la frase «esta es mi mierda» durante el estribillo, mientras que una sección de vientos se une durante el segundo. En parte debido a su motivo porrista, los críticos compararon «Hollaback Girl» con la canción «Mickey» (1981) de Toni Basil.
Debido a las referencias sobre la escuela secundaria y las porristas señaladas en el comentario de Courtney Love hacia Stefani, esta decidió responderle escribiendo una canción usando la jerga adolescente vinculada a la animación con porras, que caracteriza a los jóvenes en los Estados Unidos. En esa jerga, hollaback girl es «chica que repite las hollas», es decir, las consignas que emiten las líderes del porrismo cuando animan a sus equipos. Con este sentido, el título y la letra aluden a una rival anónima —de acuerdo con la producción está dirigida a Courtney Love— a la que Stefani califica de hollaback girl, lo opuesto a una líder de porras. En esa oposición, dicha frase es una «copiona», «imitadora» y «segundona»; alguien sin originalidad. Por su parte, la cantante se reivindica como la líder y afirma una y otra vez en la canción que «ella no es una hollaback girl». El tema utiliza las clásicas rivalidades de la escuela secundaria y el mundo de las porristas, como una metáfora para referirse a los enfrentamientos entre las cantantes en general. Según la interpretación de la letra, dicha rival «habló mierda» de la cantante; Stefani decidió responderle con la canción, a la que define como «esta es mi mierda». La pista es un reto a duelo de Stefani hacia su rival, convocándola a enfrentarse donde se encuentran las tribunas, y aclarando que no quiere ninguna autoridad cerca y que ella estará con todo su grupo. En un final argumentativo, señala que la va a vencer y la va hacer «morder el polvo», usando la frase popularizada por «Another One Bites the Dust» (1980) de la banda británica Queen. El tema finaliza cuando la artista comienza a interpretar la frase «quiero oírte decir esta mierda es bananas», deletreando la última palabra como un acompañamiento a la melodía, aparentemente refiriéndose a que su rival debe desdecirse de todo lo que dijo acerca de ella.

## Recepción

### Crítica
En general, «Hollaback Girl» recibió comentarios favorables de los críticos musicales; Jennifer Nine de LAUNCHcast la describió como una «pista minimalista, que pisa fuerte», y Stephen Thomas Erlewine de Allmusic la citó como un regreso triunfal al mundo de parte de The Neptunes. Richard Smirke de Playlouder la denominó un gran éxito hip hop. En su reseña de Love. Angel. Music. Baby., Rob Sheffield de la revista Rolling Stone escribió que la canción tenía un excelente ritmo y sostuvo que era una de las mejores canciones disponibles en el disco. La guía musical Blender incluyó al tema en el puesto undécimo de las mejores canciones del 2005, mientras que un estudio de música realizado por Robert Christgau vinculó a «Hollaback Girl» con «Welcome to Jamrock» (2006) de Damian Marley.
Por otra parte, Jason Damas de PopMatters describió a la canción como una réplica de Dizzee Rascal, y agregó que la letra se convirtió en vulgar y grotesca. Eric Greenwood de Drawer B lo calificó de inarmónico, además de considerar que la letra no era acorde a una mujer de 35 años, al referirse a la repetición de la palabra «mierda» y que estaba caracterizada como una estudiante de secundaria, en contradicción con la imagen madura que el público tenía de ella. Nick Sylvester de Pitchfork Media también descalificó a la pista, y se refirió a ella como «la canción pastiche de Queen»; agregó que «cuenta con mucho potencial para ser cantada por una niña de 13 años, usando la cédula de su padre para escaparse de la casa». Sin embargo, a pesar de esta reseña inicial, la publicación posteriormente colocaría a la pista en el número 35 de la lista de los 50 mejores sencillos del 2005, y en el 180 de las 500 mejores de la década del 2000. No obstante, Maxim no quedó impresionado, y en la edición de octubre de 2005 publicó un conteo de las «20 canciones más molestas de siempre» con «Hollaback Girl» en primer lugar. De modo similar, en el año 2010, Matthew Wilkening de AOL Radio la clasificó en la posición 16 de las 100 peores canciones; al respecto, comentó: «A menudo, Gwen da un giro a una idea musical [de El violinista en el tejado (1964)] y da en el clavo» con «Rich Girl», mientras «Hollaback Girl» «nos recuerda lo que odiamos de la secundaria». «Hollaback Girl» obtuvo dos nominaciones en los premios Grammy de 2006, en las categorías de grabación del año y mejor interpretación femenina vocal de pop, pero perdió ambos premios ante «Boulevard of Broken Dreams» de Green Day y «Since U Been Gone» de Kelly Clarkson, respectivamente.

### Pública
«Hollaback Girl» fue objeto de burlas en diferentes series de dibujos animados. Por ejemplo, en Padre de familia, fue mencionada en el episodio titulado «Deep Throats», donde el personaje Brian Griffin está viendo un programa de televisión en el que aparece Stefani cantando el sencillo, y comenta que «no sé quién es esa "Hollaback Girl", lo único que sé es que quiero matarla». Además, también fue parodiada en otro episodio de la serie, esta vez bajo la apariencia de una burla a la película The Shawshank Redemption (1994). En ella, Red —interpretado por Morgan Freeman—, al escuchar el duettino Sull'aria... che soave zeffiretto —de Las bodas de Fígaro (1786) de Mozart— por primera vez, afirma que no tiene ni idea sobre lo que están cantando las mujeres, pero que se imagina que es algo hermoso. En la parodia, Cleveland —interpretando el papel de Red— oye «Hollaback Girl» e igualmente sostiene no tener idea sobre lo que está cantando Stefani. Por otro lado, el programa Celebrity Deathmatch satirizó el uso de la palabra «bananas» en la letra del tema, y mostró a Stefani lanzando brócolis, cacahuates y bananas a su rival, Missy Elliott, y también mientras el presentador Tally Wong le hacía una entrevista. Asimismo, incluyó otra parodia al vídeo musical, cuando le formulan una pregunta a la cantante y ella contesta corporalmente, formando las letras de la palabra «bananas».

## Recepción comercial

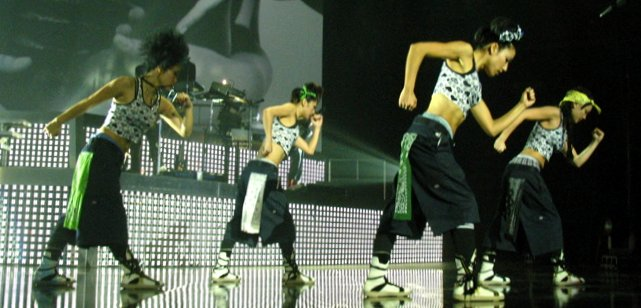
Las Harajuku Girls, bailarinas de Stefani, durante la interpretación de «Hollaback Girl»

«Hollaback Girl» obtuvo un éxito comercial en el mundo; en los Estados Unidos, la canción debutó en el puesto número 82 de la lista Billboard Hot 100, el 2 de abril de 2005. Cinco semanas después, llegó a la cima del conteo, y se convirtió así en el primer sencillo número uno de la cantante en esa lista. Permaneció en esa posición por cuatro semanas consecutivas, mientras que, en total, por 31. Asimismo, en la lista anual de 2005, la canción se ubicó en la segunda posición, solo superada por «We Belong Together» de Mariah Carey. «Hollaback Girl» obtuvo el récord de mayor transmisión por radio en los Estados Unidos en una sola semana, con un total de 9582 reproducciones; mantuvo esta hazaña por más de un año, después de que Shakira y Wyclef Jean con el sencillo «Hips Don't Lie» superaran esa marca. De modo similar, se convirtió en el primer sencillo en vender más descargas digitales que CD, de este modo, en octubre de 2005, fue el primero en vender un millón de copias y, posteriormente, vendió 1,2 millones. La Recording Industry Association of America (RIAA) lo premió con cinco discos de platino, no obstante, debido al cambio de los criterios de certificación de la RIAA para los sencillos, fue re-certificado con disco de platino por las mismas ventas. En las demás listas de Billboard, llegó al primer puesto de la Digital Songs, Pop 100, Pop 100 Airplay y Pop Songs; donde en esta última permaneció 8 semanas consecutivas. También ocupó los diez primeros en la Dance/Mix Show Airplay, Hot R&B/Hip-Hop Airplay, Hot R&B/Hip-Hop Songs, Radio Songs y Rhythmic Top 40.
En Canadá, sin embargo, no entró en la lista oficial del país, no obstante, Graham Henderson, presidente de la asociación Canadian Recording Industry Association (CRIA), sostuvo que, sobre la base de la población de Canadá en relación con la de Estados Unidos, el sencillo ha vendido alrededor de 120 000 copias y que las ventas comparativamente menores de 25 000 eran una señal de que la ley de derechos de autor canadiense debía reforzarse para disuadir el intercambio de archivos no comercial. El columnista Michael Geist discutió la comparación, al argumentar que el mercado canadiense de música en línea aún estaba en desarrollo. En el resto del mundo, «Hollaback Girl» obtuvo un recibimiento positivo. En Australia, debutó y alcanzó la primera posición de la lista oficial, el 5 de junio de 2005; se mantuvo en los diez primeros puestos por 8 semanas, y 12 en total. Quedó en el puesto 21 del conteo anual, y obtuvo la certificación de disco de platino por parte de la Australian Recording Industry Association (ARIA), tras vender 70 000 unidades en ese país. Por su parte, en Nueva Zelanda, entró por primera vez en el lugar 36, el 6 de junio, y dos ediciones después, llegó a la posición más alta, en el número 3. Por vender más de 5000 copias, la Recording Industry Association of New Zealand (RIANZ) condecoró al sencillo con disco de oro. En los demás mercados musicales, alcanzó el top 10 en Alemania, Austria, la región Flamenca de Bélgica, Dinamarca, Finlandia, Irlanda, Italia, Noruega, los Países Bajos, el Reino Unido, Suecia, Suiza y la European Hot 100 Singles de la Unión Europea. Finalmente, ocupó los números 16, 17 y 23 en la región Valona de Bélgica, Francia y Hungría, respectivamente.

## Vídeo musical

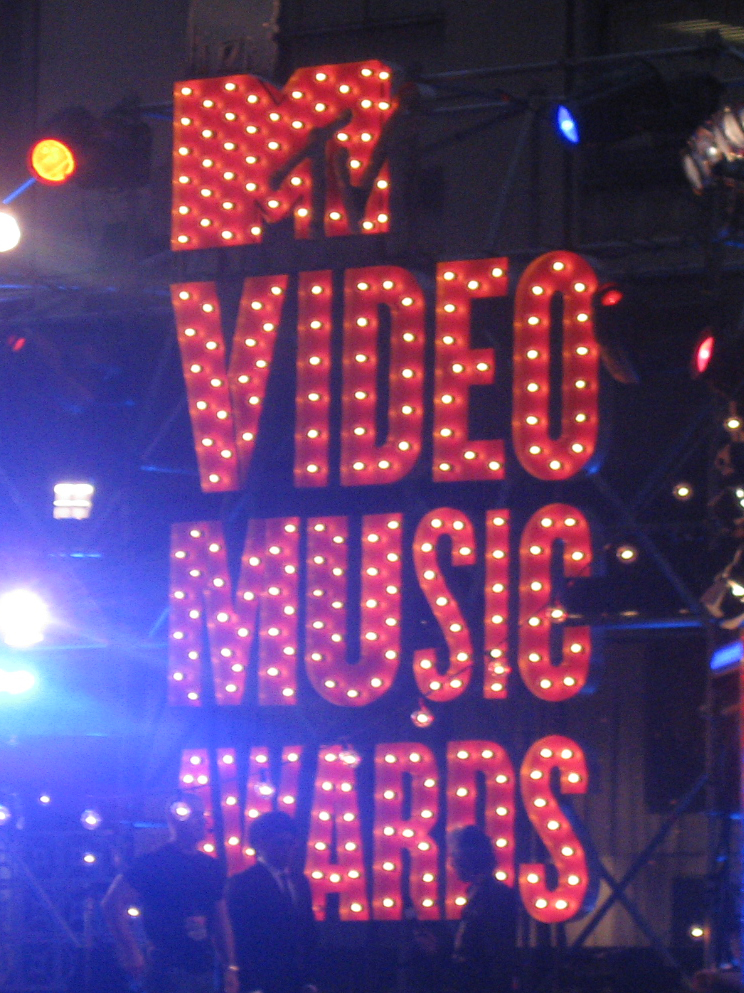
El vídeo musical de «Hollaback Girl» recibió cuatro nominaciones a los MTV Video Music Awards de 2005

### Sinopsis
Paul Hunter dirigió el vídeo musical que acompañó a la canción, y fue filmado en Van Nuys, California. Este inicia con una escena de Stefani tomándoles una foto a las bailarinas Harajuku Girls, luego gritan su nombre y Gwen se ríe; después de esto aparece un grupo de estudiantes, anonadados al verla. La cantante, la muchedumbre y las bailarinas llegan hasta la Birmingham High School, conduciendo un Chevrolet Impala modelo 1961. La artista y el grupo causan revuelo cuando interrumpen un partido de fútbol americano al atravesar el campo de juego. Después, van a un almacén y comienzan a regar cereal y otros productos sobre un pasillo. Al final del clip, Stefani, las Harajuku Girls y varias estudiantes aparecen vestidos como porristas, acompañadas de una banda marcial. Cuando Stefani comienza la interpretación de la frase this sh*t is bananas B-A-N-A-N-A-S, las danzantes levantan tarjetones con las letras respectivamente. Termina con la cantante sola en la cancha de baloncesto mientras extiende sus brazos. Durante todo el vídeo, se muestran flashbacks interpretados por las Harajuku Girls, quienes aparecen bailando en la cancha de baloncesto, que a su vez, fue usada para la parte final.
El Chevrolet Impala incluye una pintura de Stefani hecha por J. Martin. La imagen es similar a la incluida en la portada Love. Angel. Music. Baby., aunque maneja tonos rojizos y tiene escrito la expresión «Hollaback girl» en modo de caligrafía. Finalmente, dicho auto fue vendido por Internet en el sitio eBay. El vídeo contó con participaciones especiales, entre ellas, dos cameos del productor y compositor de la canción, Pharrell Williams, el grupo oficial de porristas del condado de Orange, la banda marcial de Fountain Valley High School y los coreógrafos de Carson High School. La versión completa de «Hollaback Girl» que aparece en el vídeo musical se puso a la venta por descargas digitales y sencillos en CD, y algunas incluyen remezclas de Diplo y Tony Kanal.

### Recepción
El vídeo fue lanzado el 21 de marzo de 2005 y obtuvo una buena recepción en los programas de televisión de música. Entró en la posición 10 del programa Total Request Live de MTV el 31 de marzo, y llegó a la cima del conteo, donde quedó en esa posición por dos días consecutivos. En total, se mantuvo 50 días allí, y se convirtió en uno de los vídeos más vistos de la historia del programa; al respecto, la revista Rolling Stone lo llamó un «elemento esencial de TRL». El canal VH1 lo seleccionó en el número cinco de los 40 clips más exitosos del año. En la ceremonia de los MTV Video Music Awards de 2005, recibió cuatro nominaciones, en las categorías de vídeo del año, mejor vídeo femenino, mejor vídeo pop y mejor coreografía, aunque solo ganó este último. Stefani no asistió a la entrega del año siguiente, lo que provocó rumores de que estaba protestando por la falta de nominaciones del año anterior, sus múltiples pérdidas por Kelly Clarkson y no haber actuado en la ceremonia. No obstante, la cantante desmintió los rumores, al responder: «La única razón por la que no estoy asistiendo a los MTV Video Music Awards es porque estaré grabando y pasando tiempo con mi familia».

## Lista de canciones
| Descarga digital de España y Australia |                                         |          |  |
| N.º                                    | Título                                  | Duración |  |
| 1.                                     | «Hollaback Girl» (Dancehollaback Remix) | 6:52     |  |

| Sencillo en CD promocional publicado en Europa |                                      |          |  |
| N.º                                            | Título                               | Duración |  |
| 1.                                             | «Hollaback Girl» (versión del álbum) | 3:20     |  |
| 2.                                             | «Hollaback Girl» (versión limpia)    | 3:21     |  |

| Sencillo en CD promocional publicado en el Reino Unido |                                        |          |  |
| N.º                                                    | Título                                 | Duración |  |
| 1.                                                     | «Hollaback Girl» (versión de la radio) | 3:21     |  |
| 2.                                                     | «Hollaback Girl» (versión del álbum)   | 3:20     |  |
| 3.                                                     | «Hollaback Girl» (instrumental)        | 3:20     |  |

| Sencillo en CD Cardboard publicado en Europa |                                               |          |  |
| N.º                                          | Título                                        | Duración |  |
| 1.                                           | «Hollaback Girl» (versión del álbum)          | 3:20     |  |
| 2.                                           | «Hollaback Girl» (Hollatronix Remix By Diplo) | 2:17     |  |

| Sencillo en CD publicado en los Estados Unidos — Maxisencillo en CD publicado en Australia, Europa y el Reino Unido |                                      |          |  |
| N.º | Título                               | Duración |  |
| 1. | «Hollaback Girl» (versión del álbum) | 3:21     |  |
| 2. | «Hollaback Girl» (Hollatronix Remix) | 2:44     |  |
| 3. | «Hollaback Girl» (instrumental)      | 3:20     |  |
| 4. | «Hollaback Girl» (vídeo musical)     | 3:26     |  |

| Maxisencillo en CD promocional publicado en los Estados Unidos |                                                  |          |  |
| N.º                                                            | Título                                           | Duración |  |
| 1.                                                             | «Hollaback Girl» (versión del álbum) (explícita) | 3:20     |  |
| 2.                                                             | «Hollaback Girl» (versión de la radio) (limpia)  | 3:21     |  |
| 3.                                                             | «Hollaback Girl» (instrumental)                  | 3:20     |  |
| 4.                                                             | «Hollaback Girl» (a capela)                      | 3:18     |  |

| Remezclas de DJ Dodge |                                  |          |  |
| N.º                   | Título                           | Duración |  |
| 1.                    | «Hollaback Girl» (DJ Dodge Mix)  | —        |  |
| 2.                    | «Hollaback Girl» (DJ Dodge Beat) | —        |  |

| Vinilo de 12" publicado en los Estados Unidos (Lado A y lado B) |                                                      |          |  |
| N.º                                                             | Título                                               | Duración |  |
| 1.                                                              | «Hollaback Girl» (Dancehollaback Remix)              | 6:53     |  |
| 2.                                                              | «Hollaback Girl» (Dancehollaback Remix Clean)        | 6:52     |  |
| 3.                                                              | «Hollaback Girl» (Dancehollaback Remix Radio)        | 4:02     |  |
| 4.                                                              | «Hollaback Girl» (Hollatronic Remix)                 | 2:43     |  |
| 5.                                                              | «Hollaback Girl» (Dancehollaback Remix Instrumental) | 6:50     |  |
| 6.                                                              | «Hollaback Girl» (Dancehollaback Remix A Capppella)  | 6:19     |  |

| Vinilo de 12" publicado en los Estados Unidos |                                                  |          |  |
| N.º                                           | Título                                           | Duración |  |
| 1.                                            | «Hollaback Girl» (versión de la radio) (limpia)  | 3:21     |  |
| 2.                                            | «Hollaback Girl» (instrumental)                  | 3:20     |  |
| 3.                                            | «Hollaback Girl» (a capela)                      | 3:18     |  |
| 4.                                            | «Hollaback Girl» (versión del álbum) (explícita) | 3:20     |  |
| 5.                                            | «Hollaback Girl» (instrumental)                  | 3:20     |  |
| 6.                                            | «Hollaback Girl» (a capela)                      | 3:18     |  |

| Vinilo de 12" promocional publicado en los Estados Unidos |                                                  |          |  |
| N.º                                                       | Título                                           | Duración |  |
| 1.                                                        | «Hollaback Girl» (versión del álbum) (explícita) | 3:20     |  |
| 2.                                                        | «Hollaback Girl» (instrumental)                  | 3:20     |  |
| 3.                                                        | «Hollaback Girl» (a capela)                      | 3:18     |  |
| 4.                                                        | «Hollaback Girl» (versión de la radio) (limpia)  | 3:21     |  |
| 5.                                                        | «Hollaback Girl» (instrumental)                  | 3:20     |  |
| 6.                                                        | «Hollaback Girl» (a capela)                      | 3:18     |  |

## Posicionamiento en listas
| País (Lista 2005)                        | Mejor Posición |
| ---------------------------------------- | -------------- |
| Alemania                                 | 3              |
| Australia                                | 1              |
| Austria                                  | 5              |
| Bélgica Flandes                          | 6              |
| Bélgica Valonia                          | 16             |
| Dinamarca                                | 5              |
| Estados Unidos (Adult Pop Songs)         | 18             |
| Estados Unidos (Adult Top 40)            | 18             |
| Estados Unidos (Billboard Hot 100)       | 1              |
| Estados Unidos (Dance/Club Play Songs)   | 15             |
| Estados Unidos (Dance/Mix Show Airplay)  | 3              |
| Estados Unidos (Digital Songs)           | 1              |
| Estados Unidos (Hot R&B/Hip-Hop Airplay) | 7              |
| Estados Unidos (Hot R&B/Hip-Hop Songs)   | 8              |
| Estados Unidos (Pop 100)                 | 1              |
| Estados Unidos (Pop 100 Airplay)         | 1              |
| Estados Unidos (Pop Songs)               | 1              |
| Estados Unidos (Radio Songs)             | 2              |
| Estados Unidos (Rhythmic Top 40)         | 4              |
| Estados Unidos (Top 40 Adult Recurrents) | 18             |
| Finlandia                                | 8              |
| Francia                                  | 17             |
| Hungría                                  | 23             |
| Irlanda                                  | 4              |
| Italia                                   | 6              |
| Noruega                                  | 6              |
| Nueva Zelanda                            | 3              |
| Países Bajos                             | 7              |
| Reino Unido                              | 8              |
| Suecia                                   | 7              |
| Suiza                                    | 6              |
| Unión Europea                            | 5              |

| País (Lista 2005)                      | Posición |
| -------------------------------------- | -------- |
| Alemania                               | 41       |
| Australia                              | 21       |
| Austria                                | 39       |
| Bélgica Flandes                        | 44       |
| Bélgica Valonia                        | 67       |
| Estados Unidos (Billboard Hot 100)     | 2        |
| Estados Unidos (Digital Songs)         | 1        |
| Estados Unidos (Hot R&B/Hip-Hop Songs) | 55       |
| Nueva Zelanda                          | 19       |
| Países Bajos                           | 54       |
| Suecia                                 | 29       |
| Suiza                                  | 34       |
| Unión Europea                          | 44       |

| País (Lista 2000-09)               | Posición |
| ---------------------------------- | -------- |
| Estados Unidos (Billboard Hot 100) | 41       |

## Certificaciones
| País (organismo certificador) | Certificación      |
| ----------------------------- | ------------------ |
| Australia (ARIA)              | Platino            |
| Estados Unidos (RIAA)         | Platino (digital)  |
| Estados Unidos (RIAA)         | Platino (ringtone) |
| Nueva Zelanda (RIANZ)         | Oro                |

## Historial de lanzamientos
| País           | Fecha                   | Discográfica       | Formato                             |
| -------------- | ----------------------- | ------------------ | ----------------------------------- |
| Unión Europea  | 22 de mayo de 2005      | Interscope Records | Descarga digital                    |
| Reino Unido    | 23 de mayo de 2005      | Polydor Records    | Sencillo en CD y maxisencillo en CD |
| Alemania       | 6 de junio de 2005      | Interscope Records | Sencillo en CD                      |
| Estados Unidos | 21 de junio de 2005     | Interscope Records | Sencillo en CD                      |
| España         | 5 de septiembre de 2005 | Interscope Records | Descarga digital                    |
| Australia      | 5 de septiembre de 2005 | Interscope Records | Descarga digital                    |

## Créditos y personal
- Voz: Gwen Stefani.
- Composición: Chad Hugo, Gwen Stefani y Pharrell Williams.
- Producción: The Neptunes.
- Grabación: Andrew Coleman (Right Track Recording, Nueva York).
- Mezcla: Phil Tan (Doppler Studios, Albany, Georgia; Record Plant Recording Studios, Los Ángeles, California).
- Asistencia de ingeniería: Jason Finkel.

Fuentes: Discogs y notas de Love. Angel. Music. Baby.